# E-goyomi

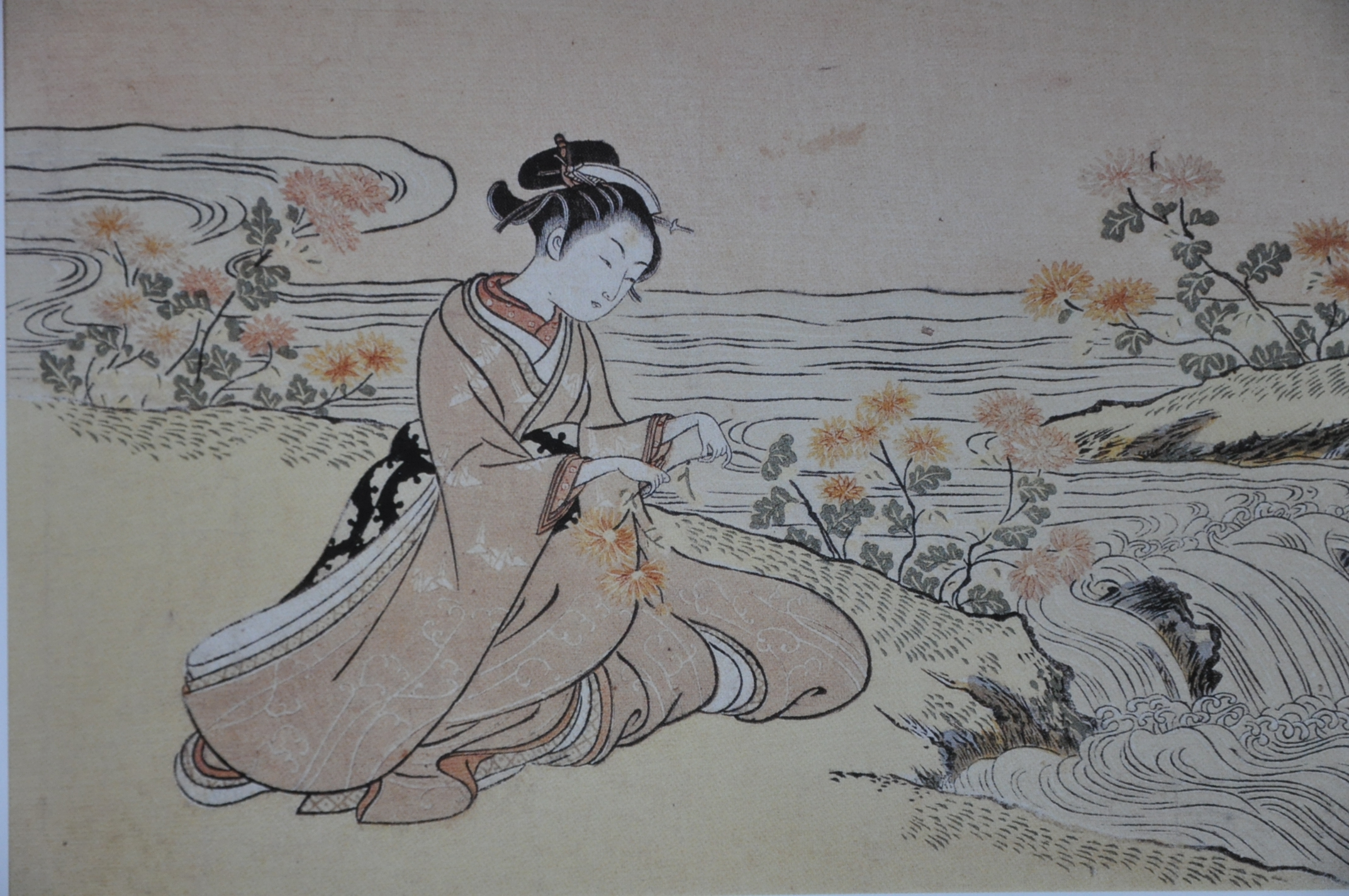
Recorte de um e-goyomi de Harunobu, baseado em um mitate (paródia) a partir de uma lenda chinesa do século XI aC.

E-goyomi (絵暦 lit. calendário de gravuras) ou egoyomi, são os típicos calendários ilustrados japoneses. Originalmente, eram concebidos com o intuito de tornar mais atraente a disposição de tempo do complexo calendário lunissolar nipônico. Esse utilitário artístico, entretanto, adquiriu funções sociais e culturais por meio do uso do mitate (見立), com referências e paródias às cultuas e histórias japonesas e chinesas clássicas.
Seu pleno desenvolvimento se deu entre os anos 1765 e 1766, por meio da produção de ukiyo-e de Hozumi Harunobu.